# Endoxyla encalypti
Endoxyla encalypti is een vlinder uit de familie van de Houtboorders (Cossidae). De wetenschappelijke naam van deze soort is voor het eerst voorgesteld door Herrich-Schäffer in een publicatie uit 1854.
De soort komt voor in Australië.
De rups leeft op Eucalyptus- en Acacia-soorten.